# Garland (Utah)
Garland város az USA Utah államában, Box Elder megyében. Lakosainak száma 2589 fő (2020. április 1.).

## Népesség
A település népességének változása:
| Lakosok száma | 2400 | 2360 | 2589 |
|               | 2010 | 2012 | 2020 |